# 狄奧多西三世
狄奧多西（希腊语：Θεοδόσιος；罗马化：Theodósios）是在715年5月左右至717年3月25日期间在位的罗马皇帝。在崛起掌权并夺取拜占庭帝国皇位之前，狄奧多西曾在阿德拉米狄翁担任税务官。715年，拜占庭海军以及拜占庭帝国行省奥普西金军区军队发动叛乱，反抗皇帝阿纳斯塔修斯二世（713年-715年在位），他们拥戴并不情愿的狄奧多西为皇帝。狄奧多西以狄奥多西·君士坦丁（拉丁语：Theodosius Constantinus）之名统治，现代历史学家通常将他编号为狄奥多西三世（拉丁语：Theodosius III）。狄奥多西三世率军来到克利索波利斯，然后进军首都君士坦丁堡，于715年11月占领君士坦丁堡城。阿纳斯塔修斯几个月后才同意退位，前往修道院隐居以换取自身安全。许多军区认为狄奥多西三世不过是奥普西金军区军队的傀儡，将军伊苏里亚人利奥领导下的安纳托利亚军区和将军阿尔塔瓦斯杜斯领导下的亚美尼亚军区拒绝承认他的皇帝地位。
716年夏，利奥与倭马亚哈里发国结盟，宣布自己为皇帝。狄奥多西三世则与保加利亚汗特尔维尔（700年-721年在位）统治下的保加尔人结盟，在色雷斯划定明确边界，将扎格利亚地区割让给保加尔人，规定要向他们进贡。随后，利奥进军君士坦丁堡，占领尼科米底亚城，俘虏许多官员，其中包括狄奥多西三世的同名儿子狄奧多西。儿子被俘后，狄奥多西三世听从君士坦丁堡普世牧首日耳曼努斯及拜占庭元老院建议，与利奥谈判，同意退位，承认利奥为皇帝。717年3月25日，利奥进入君士坦丁堡，最终夺取政权，允许狄奥多西三世和他儿子退隐到一座修道院中。狄奥多西三世具体去世时间并不确定，但可能是在754年7月24日。

## 历史

### 背景

拜占庭帝国在二十年混乱期的地图

倭马亚哈里发国在阿拉伯人第一次围攻君士坦丁堡（674年—678年）被击退之后，阿拉伯人和拜占庭人之间迎来一段和平时期。罗马皇帝查士丁尼二世（685年—695年、705年—711年在位）重启战事，结果导致阿拉伯人取得一系列胜利。结果，拜占庭人失去对亚美尼亚高原和高加索各封国的控制，阿拉伯人逐渐蚕食拜占庭帝国边境地区。每年，哈里发国将领都会对拜占庭帝国领土发动突袭，夺取堡垒和城镇。712年之后，拜占庭帝国防御力量开始变得脆弱，因为阿拉伯人侵袭拜占庭帝国小亚细亚日益深入，而且拜占庭帝国应对侵袭愈发无力；许多边境地区人口减少，居民要么被杀，要么被奴役，要么被迫逃离，其结果就是许多边境要塞，尤其是奇里乞亚边境要塞，逐渐被废弃。这些侵袭胜利让阿拉伯人越发胆大，早在哈里发瓦利德一世（705年—715年在位）统治时期，他们就准备对君士坦丁堡发动第二次进攻。瓦利德一世去世后，他的继任者苏莱曼（715年—717年在位）继续筹划这场战役。716年末，苏莱曼开始在阿勒颇北部达比克平原集结兵力，交给他弟弟马斯拉马·伊本·阿卜杜勒-马利克指挥。
斯拉夫人和保加尔人对拜占庭帝国北部边境构成的威胁也日益严重，威胁着拜占庭帝国控制巴尔干半岛。在罗马皇帝菲利彼库斯（711年—713年在位）统治期间，712年，保加尔人在汗特尔维尔统御下一路推进至君士坦丁堡城墙下，劫掠城郊地区，拜占庭贵族夏天常在首都郊区的别墅和庄园里避暑。
狄奥多西三世在被称为二十年混乱期的时期上台掌权，这一时期的特点是皇帝与贵族之间争斗不断、政治局势不稳定、皇帝更迭频繁。当时贵族大多是小亚细亚本地人，除阻止皇帝权力增强、维持现状之外，很少有强烈政治诉求。二十年混乱期始于695年利奥提乌斯（695年—698年在位）推翻皇帝查士丁尼二世，结束统治长达八十年的伊拉克略王朝之时。在混乱期，先后有七位不同皇帝登上皇位，其中包括一度复辟的查士丁尼。现代历史学家罗米利·詹金斯指出，在695年至717年期间，唯一有能力的皇帝是提比略三世（698年—705年在位）和阿纳斯塔修斯二世（713年—715年在位）。这场危机最终由皇帝利奥三世（717年—741年在位）结束，利奥三世推翻狄奥多西三世，他的王朝统治长达85年之久。

### 登上皇位
苏莱曼的备战行动，包括打造一支战舰舰队，很快就被拜占庭帝国察觉。皇帝阿纳斯塔修斯二世开始着手准备抵御这场新攻势。这其中包括派遣贵族兼城市行政官锡诺普人丹尼尔，以外交使团为幌子去暗中侦察阿拉伯人的情况，同时加强君士坦丁堡防御工事，增强拜占庭海军实力。9世纪拜占庭历史学家塞奥法尼斯称，在715年初，阿纳斯塔修斯二世曾命令海军在罗得岛集结，然后进军凤凰。通常认为凤凰是如今位于的吕基亚的菲尼凯，也可能是如今位于罗得岛对面的凤凰镇，又或者是腓尼基即今黎巴嫩。正是在凤凰，奥普西金军区军队发生哗变，反抗指挥官执事约翰，将他杀害，随后乘船前往小亚细亚西南部的阿德拉米狄翁，拥立税务官狄奧多西为皇帝，是为狄奥多西三世。《祖克宁编年史》记载，狄奥多西三世以君士坦丁为帝号统治，他全名是“狄奥多西·君士坦丁”（Theodosius Constantinus）。历史学家约翰·巴格内尔·伯里认为，狄奥多西三世被选中不过是因为他名字听起来有皇室风范，为人无害、默默无闻却受人敬重，而且很容易被奥普西基昂军区的人所控制。研究拜占庭帝国的学者格雷厄姆·萨姆纳提出，狄奥多西三世可能与皇帝提比略三世的儿子狄奧多西是同一个人，因此这就能解释为什么军队会选择他，因为他能从自己身为因海军叛乱而当上皇帝的父亲那里获得正统性。提比略的儿子狄奧多西大约在729年成为以弗所主教，一直担任该职，直到大约754年7月24日去世，而且他还参加过754年海尔里亚毁坏圣像宗教会议。研究拜占庭帝国的历史学家西里尔·曼戈和罗杰·斯科特认为这一理论不太可能成立，因为这意味着狄奥多西三世在退位后还得再活三十年。西里尔·曼戈提出，实际上成为主教的是狄奥多西三世的儿子，而非提比略三世的儿子。
据说狄奧多西并不愿意成为皇帝，塞奥法尼斯记载如下：
这些叛乱者抵达阿德拉米狄翁时，由于群龙无首，他们发现有个名叫狄奧多西的当地人，此人负责收取公共赋税，没有政治背景，是个普通公民。他们力劝他当皇帝。然而，他逃到山里躲了起来。但他们还是找到了他，强迫他接受众人拥戴称帝。
大约在715年5月，奥普西金军区军队在阿德拉米狄翁拥立狄奧多西为皇帝，是为狄奥多西三世。阿纳斯塔修斯率军进入奥普西金军区所在的比提尼亚，准备镇压叛乱。狄奥多西三世没有留下来与阿纳斯塔修斯作战，而是率舰队前往与君士坦丁堡隔博斯普鲁斯海峡相望的克利索波利斯。狄奥多西三世从克利索波利斯出发，对君士坦丁堡展开长达六个月围攻，之后首都内部支持者设法为他打开城门，使他得以在715年11月占领君士坦丁堡城。阿纳斯塔修斯在尼西亚停留数月，最终才同意退位，退隐到一座修道院中。

### 统治

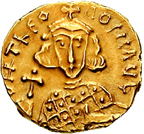
印有狄奧多西三世并带有“奥古斯都”头衔的硬币

狄奥多西三世称帝后的首批举措之一，就是将前任皇帝菲利彼库斯-巴登斯移除的第六次大公会议相关内容的图像展示重新安置在君士坦丁堡大皇宫内，这使他在《教宗名录》中获得“正统”的评价。然而，乔治·奥斯特洛格尔斯基等历史学家援引执事阿伽颂的说法，认为第六次大公会议相关图像展示是阿纳斯塔修斯二世恢复的。拜占庭史料显示，狄奥多西三世既不情愿也没有能力胜任皇帝之位，许多臣民都认为他是奥普西金军区军队的傀儡皇帝。因此，将军伊苏里亚人利奥领导下的安纳托利亚军区和将军阿尔塔瓦斯杜斯领导下的亚美尼亚军区，都不承认狄奥多西三世即皇帝位的合法性。尽管好几个军区此前未曾采取任何行动阻止阿纳斯塔修斯被推翻，但他们对狄奥多西三世登极表示不满，于是利奥在716年夏自行宣布自己为罗马皇帝。利奥还寻求阿拉伯人支持，阿拉伯人认为拜占庭帝国内部不团结对他们有利，觉得这种混乱局面会削弱拜占庭帝国，从而更便于他们趁机夺取君士坦丁堡。狄奥多西三世与保加尔汗特尔维尔（700年—721年在位）谈判，签订一项条约，很可能是为确保在即将到来的阿拉伯人进攻时能获得他支持。该条约确定拜占庭帝国与保加利亚帝国在色雷斯的边界，将扎格利亚地区割让给保加尔人，还规定拜占庭人要向保加尔人进贡、两国互相遣返政治避难者、两国达成一些贸易协定。
大约在此时，苏莱曼开始进军拜占庭帝国领土，围攻阿莫里乌姆，另有一支军队进入卡帕多西亚。经过与利奥谈判，他们撤军。利奥在宣布自己为皇帝后不久便率军向君士坦丁堡进发，先是占领尼科米底亚，找到狄奥多西三世的同名儿子狄奧多西，将他俘虏，然后进军克利索波利斯。儿子被俘后，狄奥多西三世听从君士坦丁堡普世牧首日耳曼努斯及拜占庭元老院建议，同意退位，承认利奥为皇帝。伯里指出，君士坦丁堡贵族原本可能会支持人畜无害、不太可能在政治上削弱他们的狄奥多西三世，但由于狄奥多西三世没有能力应对阿拉伯人的威胁，所以他们转而支持利奥。伯里还进一步指出，普世牧首、元老院、主要官员举行会议，选择利奥而非狄奥多西三世，而这一决定在狄奥多西三世本人知晓并同意的情况下做出，狄奥多西三世接受这一决定。伯里推测，如果没有阿拉伯人的威胁，狄奥多西三世有可能会继续掌权，而且可能会有一连串有名无实的皇帝在他之后即位，受宫廷官员和贵族控制。
717年3月25日，利奥进入君士坦丁堡，最终夺取政权，允许狄奥多西三世和同名儿子狄奧多西以修道士的身份退隐到一座修道院中。狄奥多西三世退隐到修道院后，如果他与提比略三世的儿子狄奧多西是同一个人，那么他可能在大约729年成为以弗所主教，而且如果是同一个人，按照萨姆纳的说法，他于754年7月24日去世。狄奥多西三世或是他儿子被安葬在以弗所的圣菲利普教堂里。人们对狄奥多西三世的统治情况所知甚少。

### 引用
1. ↑  Lilie 1976，第81–82, 97–106頁.
2. ↑  Blankinship 1994，第31頁.
3. ↑  Haldon 1990，第72頁.
4. ↑  Lilie 1976，第107–120頁.
5. 1 2 3 4  Haldon 1990，第80頁.
6. ↑  Lilie 1976，第120–122, 139–140頁.
7. ↑  Guilland 1955，第110頁.
8. ↑  Lilie 1976，第122頁.
9. 1 2 3  Treadgold 1997，第344頁.
10. ↑  Guilland 1955，第110–111頁.
11. ↑  Eisener 1997，第821頁.
12. ↑  Vasiliev 1980，第229頁.
13. 1 2  Ostrogorsky 1957，第136頁.
14. ↑  Bury 1889，第384–385頁.
15. 1 2  Jenkins 1987，第60頁.
16. ↑  Jenkins 1987，第63頁.
17. ↑  Mango & Scott 1997，第534頁.
18. ↑  Lilie 1976，第122–123頁.
19. ↑  Treadgold 1997，第343–344頁.
20. 1 2  Mango & Scott 1997，第535–536頁.
21. 1 2 3  Lilie 1976，第123–124頁.
22. ↑  Mango & Scott 1997，第537 (Note #5)頁.
23. ↑  Lilie 1976，第123 (Note #62)頁.
24. ↑  Harrack 1999，第149頁.
25. ↑  Bury 1889，第372–373頁.
26. ↑  Sumner 1976，第291–294頁.
27. ↑  Sumner 1976，第292頁.
28. 1 2 3  Sumner 1976，第291頁.
29. 1 2 3 4 5 6  Neil 2000.
30. ↑  Haldon 1990，第80, 82頁.
31. ↑  Treadgold 1997，第344–345頁.
32. ↑  Ostrogorsky 1957，第135頁.
33. ↑  Lilie 1976，第124頁.
34. 1 2 3 4  Treadgold 1997，第345頁.
35. ↑  Mango & Scott 1997，第538–539頁.
36. ↑  Bury 1889，第378頁.
37. ↑  Guilland 1955，第118–119頁.
38. ↑  Lilie 1976，第125頁.
39. ↑  Bury 1889，第381頁.
40. ↑  Jenkins 1987，第62–63頁.
41. ↑  Haldon 1990，第82–83頁.
42. 1 2  Mango & Scott 1997，第540, 545頁.
43. ↑  Bury 1889，第383頁.
44. ↑  Bury 1889，第385–386頁.
45. ↑  Lilie 1976，第127–128頁.
46. ↑  Sumner 1976，第293頁.
47. ↑  Kazhdan 1991，第2052頁.

## 延伸阅读
- Brooks, E. W. . The Journal of Hellenic Studies (The Society for the Promotion of Hellenic Studies). 1899, XIX: 20–21. JSTOR 623841. S2CID 163360931. doi:10.2307/623841.

| 統治者頭銜                                | 統治者頭銜                     | 統治者頭銜                      |
| ----------------------------------------- | ------------------------------ | ------------------------------- |
| 前任者： 阿纳斯塔修斯二世                 | 罗马皇帝 715年5月–717年3月25日 | 繼任者： 利奥三世               |
| 官衔                                      |                                |                                 |
| 前任者： 阿纳斯塔修斯二世在714年 然后中止 | 罗马执政官 716年               | 繼任者： 中止， 利奥三世在718年 |